# Hegyre fel!
A Hegyre fel (angolul Into Fat Air, a Family Guy című amerikai rajzfilmsorozat tizenegyedik évadának első epizódja, melyet az amerikai FOX csatorna mutatott be 2012. szeptember 30-án. 
|  | Alább a cselekmény részletei következnek! |

## Cselekmény
Amikor Griffinék eldöntik, hogy megmásszák a Mount Everestet, s ezzel versenybe szállnak egy másik család ellen, meggyűlik a bajuk a feladattal és a viharokkal.

## Fogadtatás
Az epizódot 2012. szeptember 30.-án mutatta be a Fox, animációs sorozatok éjszakája keretében. Az epizódot 6.55 millió néző látta a Nielsen felmérése szerint.
Az epizódról megoszlottak a vélemények. A The A.V. Club kritikusa, Kevin McFarland C (magyarul kb. "hármas") osztályzattal értékelte. A TV Fanatic kritikusa, Carter Doston három és fél csillaggal értékelte az ötből.

## Külső hivatkozások
- Hegyre fel! az Internet Movie Database-ben (angolul)
- Hegyre fel! a Rotten Tomatoeson (angolul)
- Hegyre fel! a Box Office Mojón (angolul)